# Friedrich de la Motte Fouqué
Friedrich Heinrich Karl de la Motte, baron Fouqué (12. února 1777, Brandenburg an der Havel – 23. ledna 1843, Berlín) byl německý romantický spisovatel, dramatik a básník.

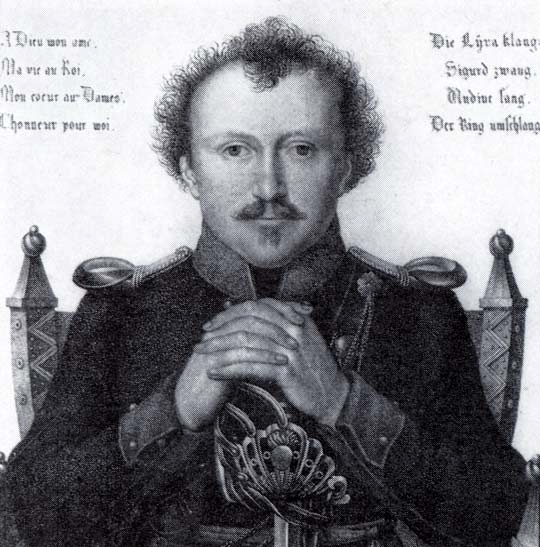
Friedrich de la Motte Fouqué kolem roku 1820

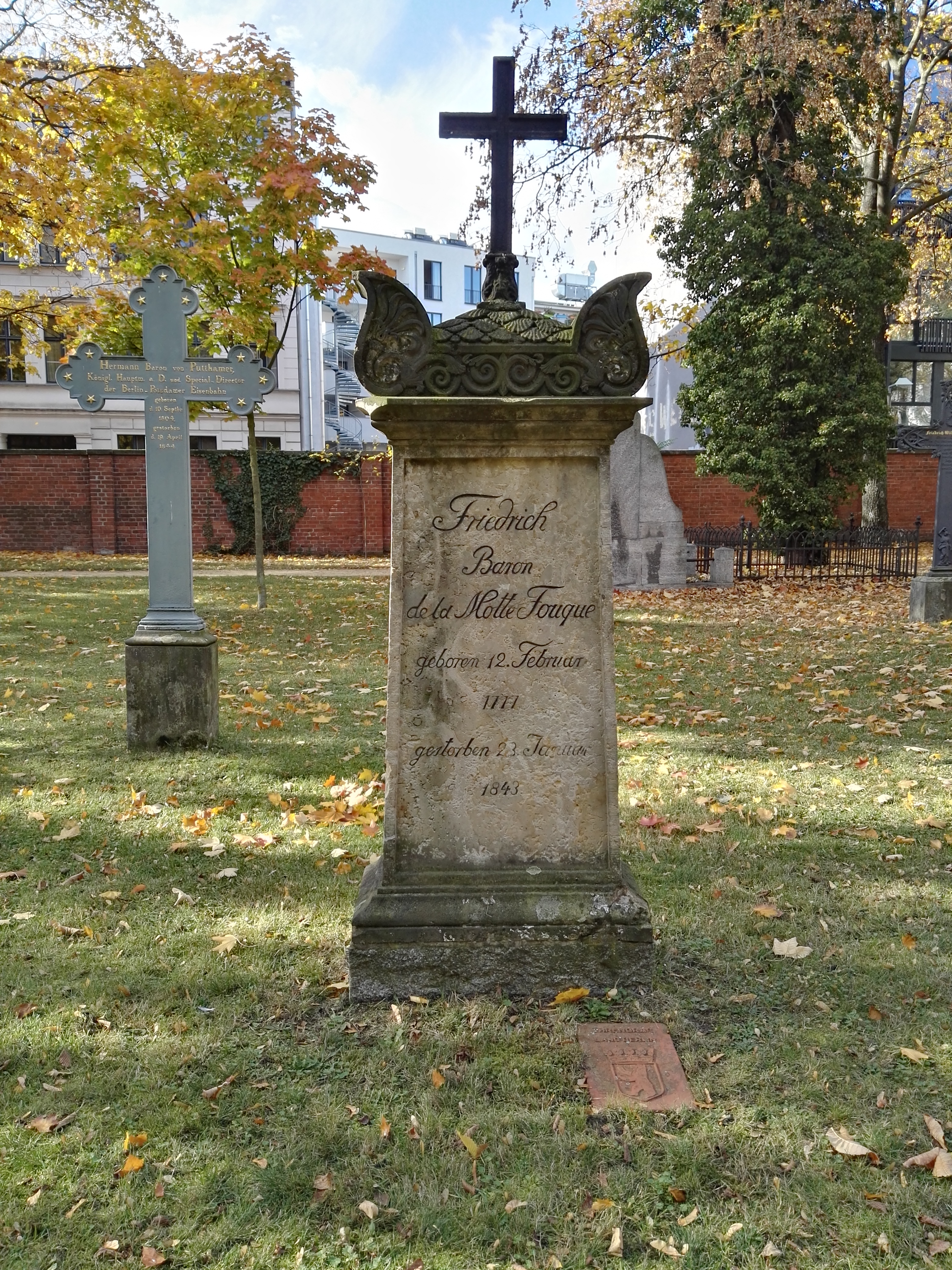
Hrob Friedricha de la Motte Fouqué v Berlíně (Alter Garnisonfriedhof)

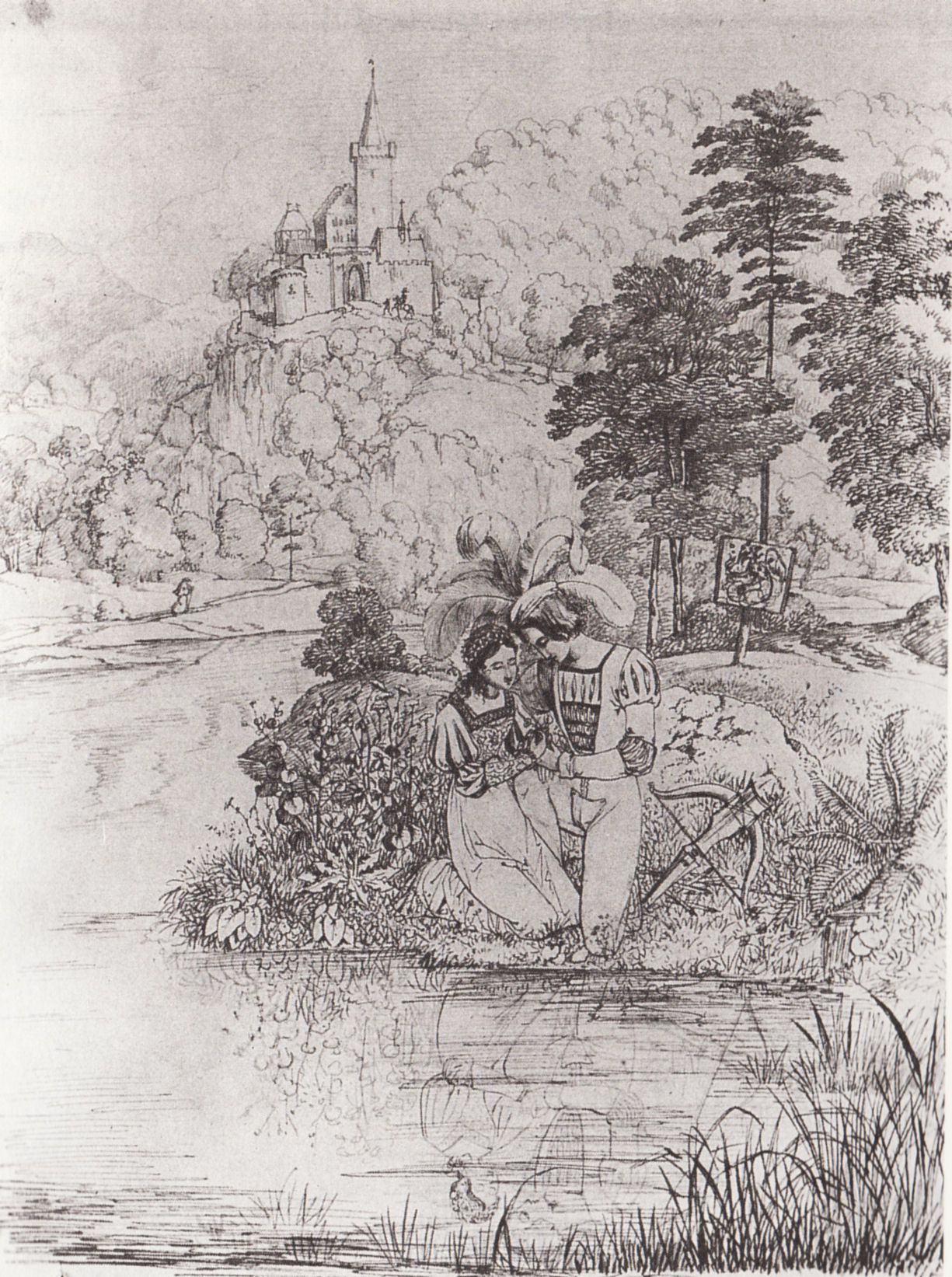
Ilustrace k románu Kouzelný prsten (kolem roku 1815)

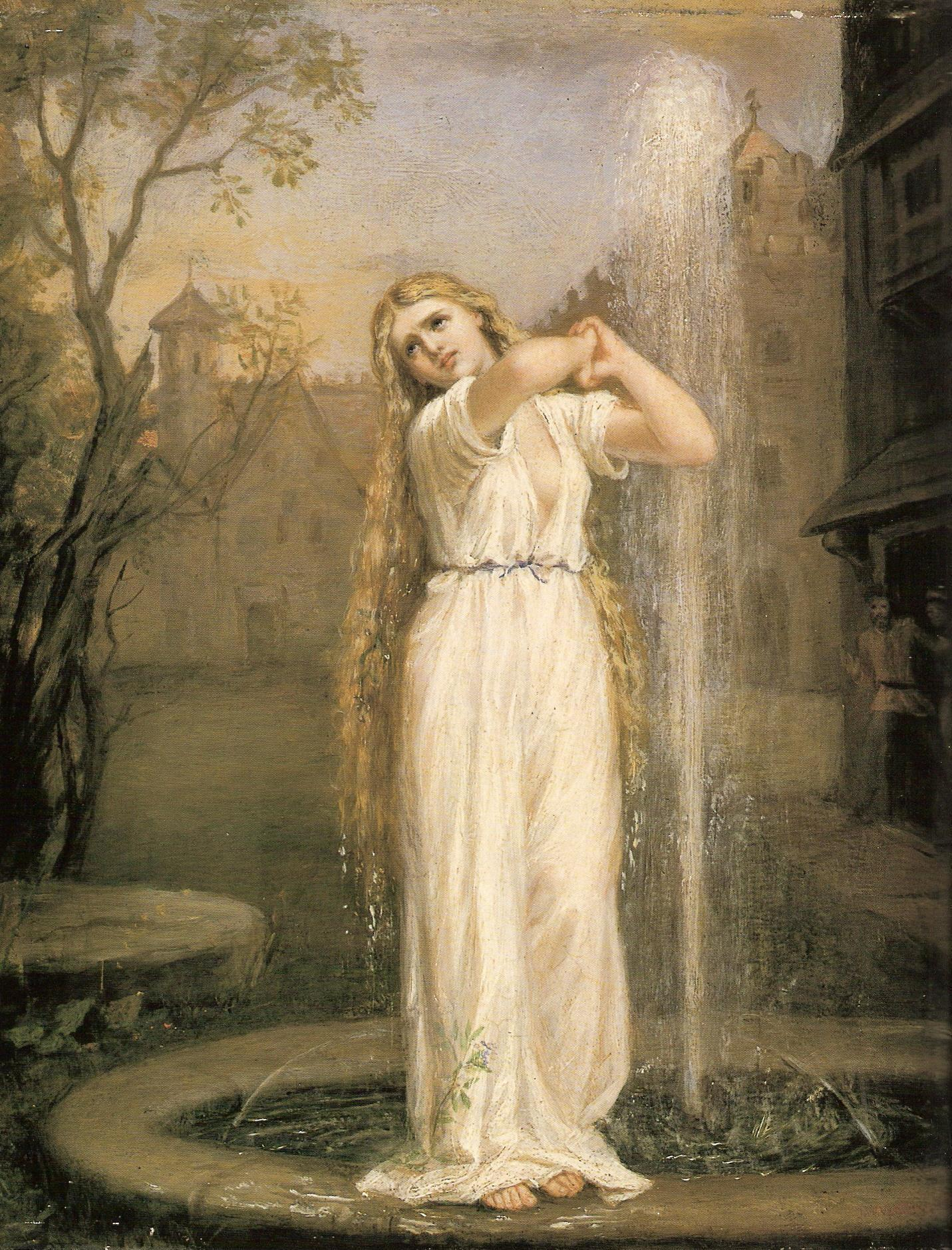
Undine, obraz anglického malíře Johna Williama Waterhouse

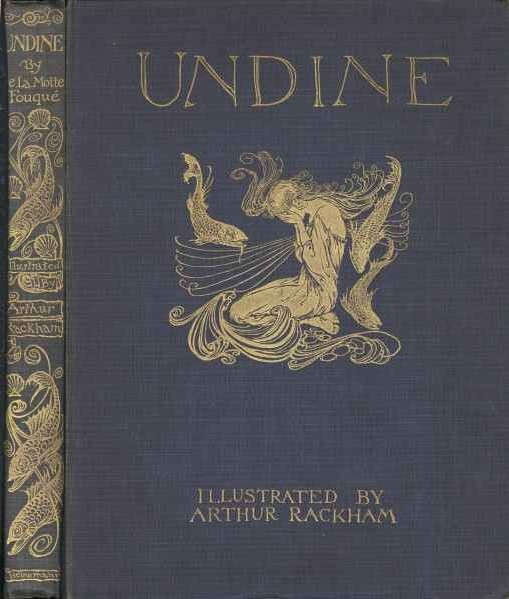
Undine, anglické vydání z roku 1909 s ilustracemi od Arthura Rackhama

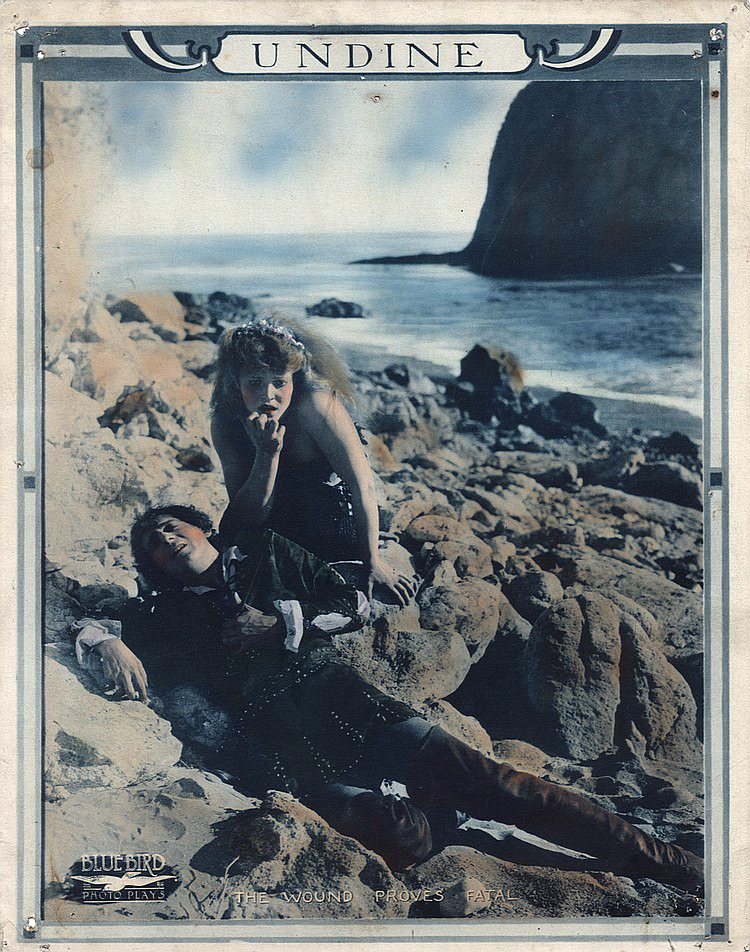
Reklama na němý americký film Undine z roku 1916

## Život
Pocházel ze starého francouzského rodu. Jeho praděd musel jako hugenot z Francie emigrovat, jeho děd byl pruským generálem a jeho otec rovněž pruským důstojníkem. V sedmnácti letech vstoupil také do armády a roku 1794 se zúčastnil tažení do Porýní v regimentu výmarského vévody. Ve Výmaru se osobně seznámil s představiteli německé klasiky Goethem, Schillerem a Herderem.
Roku 1798 se oženil s Marianne von Schuabert, ale manželství se roku 1802 rozpadlo. Roku 1803 se vzdal vojenské služby a oženil se se spisovatelkou Caroline von Rochow (1773–1831). Žil s ní na jejím zámku v Nennhausenu, odkud udržoval styky s berlínskými romantiky (Tieck, Chamisso, Kleist, Eichendorff, Fichte). Velký vliv na jeho literární začátky měl především August Wilhelm Schlegel. Za napoleonských válek vstoupil roku 1813 opět do armády a opustil ji roku 1815 v hodnosti majora.
Po smrti své manželky se roku 1832 oženil s Albertinou Todeovou a z finančních důvodů žil v Halle. Teprve roku 1841, poté, co mu pruský král Bedřich Vilém IV. poskytl rentu, se mohl usídlit v Berlíně, kde roku 1843 zemřel.

## Dílo
Jeho literární dílo je velmi rozsáhlé (kolem sedmdesáti titulů). Představuje však naivní lidovou větev německého romantismu a větší jeho část patří spíše do triviální literatury. Navázal v něm na tehdy velmi oblíbené knížky lidového čtení a nechal se příliš ovlivnit dobovými módními středověkými náměty. Přesto byl po dlouhou dobu uznávaným autorem, protože ve svých spisech vyjádřil hrdinné ideály rytířství, jejichž cílem bylo vyvolat pocit německé tradice a národního charakteru u jeho současníků. Dnes jsou z jeho prací vydávány především jeho umělé pohádky z počátků jeho tvorby Mužíček šibeníček (1810, Das Galgenmännlein) a Undine (1811, Rusalka).
Obdivovatelem jeho díla byl spisovatel Arno Schmidt, který přispěl k obnovení zájmu o Fouquého biografií Fouqué und einige seiner Zeitgenossen (Fouqué a někteří jeho současníci, 1958).

## Výběrová bibliografie
- Dramatische Spiele (1804, Dramatické hry), pod pseudonymem Pellegrin.
- Romanzen vom Thale Ronceval (1805, Romance z údolí Ronceval), pod pseudonymem Pellegrin, báseň na motivy Písně o Rolandovi.
- Historie vom edlen Ritter Galmy und einer schönen Herzogin aus Bretagne (1806, Příběh ušlechtilého rytíře Galmyho a krásné vévodkyně z Bretaně), divadelní hra, dva díly, pod pseudonymem Pellegrin.
- Allwin (1808), román, pod pseudonymem Pellegrin.
- Der Held des Nordens (1808–1810, Hrdina severu), dramatická trilogie založená na germánských mýtech o Nibelunzích, jednotlivé díly: Sigurd der Schlangentödter (1808), Sigurds Rache (1809) a Aslauga (1810).
- Das Galgenmännlein (1810, Mužíček Šibeníček), humorně laděná pohádka o mladíkovi, který prohýří své jmění a za poslední peníze si koupil Mužíčka Šibeníčka, ďábla ve skleničce, aby mu pomohl. Má pak plno starostí, jak se ho zbavit, aby se zachránil před peklem.
- Undine (1811, česky též jako Rusalka), autorovo nejslavnější dílo, pohádková novela, která zpracovává lidovou báji o tragické lásce krásné vodní víly k člověku a jejíž obsah se stal předlohou mnoha uměleckých děl, například opery E. T. A. Hoffmanna z roku 1816, ke které napsal libreto sám Fouqué.
- Vaterländische Schauspiele (1811, Vlastenecké hry).
- Taschenbuch der Sagen und Legenden (1812–1817, Knížka bájí a legend), dva díly. Společně s Amalií von Helwig.
- Neue vaterländische Schauspiele (1813, Nové vlastenecké hry).
- Der Zauberring (1813, Kouzelný prsten), román, tři díly, ve kterém jeho hrdina, rytíř Otto, putuje Evropu za kouzelným prstenem a neustále přitom prožívá množství válečných a milostných dobrodružství.
- Corona: Ein Rittergedicht in Drei Buchern (1814, Corona: Rytířská báseň ve třech knihách).
- Die Fahrten Thiodolfs des Isländers (1815, Výpravy Islanďana Thojdolfa), román.
- Gedichte (1816–1827, Básně), pět dílů.
- Karls des Großen Geburt und Jugendjahre (1816, Narození a mladá léta Karla Velikého), epická báseň.
- Sängerliebe (1816, Láska pěvců), román.
- Die Pilgerfahrt (1816, Pouť), tragédie.
- Welleda und Ganna (1818), román o germánské kněžce Veledě.
- Der Verfolgte (1821), román.
- Wilde Liebe (1822), román.
- Reise-Erinnerungen von Friedrich de la Motte Fouqué und Caroline de la Motte Fouqué (1823, Cestovní vzpomínky), dva díly, cestopis z návštěvy Prahy, autorkou je hlavně Fouquéova žena Caroline.
- Ernst Friedrich Wilhelm Philipp von Rüchel, Königlich Preußischer General der Infanterie. Eine militairische Biographie, (1826), dva díly, životopis pruského generála.
- Der Sängerkrieg auf der Wartburg (1828, Válka pěvců na Wartburgu), divadelní hra.
- Der Jarl der Orkney-Inseln (1829, Jarl z Orknejských ostrovů), tragédie.
- Fata Morgana (1836), román.
- Lebensgeschichte des Baron Friedrich de la Motte Fouqué (1840, Životní příběh barona Friedricha de la Motte Fouqué), autobiografie.
- Abfall und Buße oder die Seelenspiegel (1844, Poklesek a pokání aneb Zrcadlo duše), posmrtně vydaný román.
- Joseph und seine Geige. Kaiser Karl V. Angriff auf Algie (1845, Josef a jeho housle, Tažení císaře Karla V. na Alžír), dvě posmrtně vydané novely.

## Adaptace a ohlasy v umění

### Hudba
- Undine (1814), opera, opera E.T.A. Hoffmanna, libreto Friedrich de la Motte Fouqué.
- Undine (1830), opera Christiana Friedricha Johanan Girschnera, libreto Friedrich de la Motte Fouqué.
- Ondine (1843), balet, hudba Cesare Pugni.
- Undine (1845), opera Alberta Lortzinga:, libreto skladatel.
- Ундина (1847, Undina), opera Alexeje Fjodoroviče Lvova, libreto Vladimir Alexandrovič Sollogub.
- Ундина (1869, Undina), opera Petra Iljiče Čajkovského, libreto Vladimir Alexandrovič Sollogub (jde o to samé libreto jako pro operu A. F. Lvova).
- Sonata Undine (1882), sonáta Carla Reineckeho.
- Rusalka (1901), opera Antonína Dvořáka, libreto Jaroslav Kvapil.
- Ondine (1911–1913), preludium pro klavír od Claude Debussyho.
- Undine (1958), balet, hudba Hans Werner Henze.

### Výtvarné umění
- Undine and Huldbrand (1819–1822), obraz švýcarsko-anglického malíře Henriho Fusleiho.
- Undine (1830), obraz německého malíře Moritze Retsche.
- A Scene from Undine (1843), obraz irského malíře Daniela Macliseho.
- Undine (1846), obraz anglického malíře Williama Turnera.
- Nymphe des Rheins (1855), socha od německého sochaře Ludwiga Schwanthalera.
- Undine (1872), obraz anglického malíře Johna Williama Waterhouseho.
- Dans les vagues, ou Ondine (1889), obraz francouzského malíře Paula Gauguina.
- Ondine (1897), obraz francouzského malíře Henriho Fantina-Latoura.
- Undine (1909), ilustrace k anglickému vydání od Arthura Rackhama.

### Film
- Neptune's Daughter (1912, Neptunova dcera), americký němý film podle Undine, režie Theodore Wharton.
- Undine (1912), americký němý film, režie Lucius Henderson.
- Undine (1916), americký němý film, režie Henry Otto.
- Nixenzauber (1918), německy němý film, režie Hans Neumann.
- Undine (1955), německý televizní film, režie Ludwig Berger.
- Undine 74 (1974), německý film, režie Rolf Thiele.
- Rusalka (1963), české filmové zpracování opery Antonína Dvořáka, režie Václav Kašlík.
- Undine (1965), německý televizní film, režie Peter Beauvais.
- Undine (1969), německý televizní film, režie Herbert Junkers.
- Rusalka (1977), české filmové zpracování opery Antonína Dvořáka, režie Petr Weigl.
- Undine (1992), německý film, režie Eckhart Schmidt.

## Česká vydání
- Undina, Theodor Mourek, Praha 1872, přeložil Jakub Malý.
- Hrdina, Theodor Mourek, Praha 1872, přeložil Jakub Malý.
- Undina, Bohdan Melichar, Hradec Králové 1910, přeložil Jan de la Motte.
- Modrá květina, Československá grafická Unie, Praha 1935, přeložil Alfons Breska, jde o antologii básní německých romantiků, ve které jsou také Fouquého verše.
- Mužíček Šibeníček; Rusalka, Odeon, Praha 1977, přeložila Anna Siebenscheinová.